# Клеманс Поезі
Клема́нс Гіша́р (фр. Clémence Guichard, 30 жовтня 1982), відома як Клема́нс Поезі́ (фр. Clémence Poésy [klemɑ̃s pɔezi)  — французька акторка та модель. 

## Життєпис
Народилася у передмісті Парижа Л'Аї́-ле-Роз (фр. L'Haÿ-les-Roses). Її мати була викладачкою французької літератури, батько, Етьєн Гішар, директором театральної трупи. Молодша на 2 роки сестра Маель також є акторкою та театральною режисеркою.
Навчалася в «альтернативній» школі в Медоні, завдяки чому виросла, вільно володіючи не тільки французькою, а й англійською мовою.
Продовжила освіту у Вищій національній консерваторії драматичного мистецтва (CNSAD), але полишила навчання через рік через зйомки у сазі про Гаррі Поттера.
Була заручена з французьким фотографом Емеріком Глейзом (фр. Emeric Glayse). Пара планувала побратися навесні 2016 року, але весілля не відбулося. Акторка має сина Лаяма, дані про батька якого не розголошує.

## Кар'єра
Поезі — дошлюбне прізвище її матері, яке акторка взяла сценічним псевдонімом.
Дебютувала на сцені у 14 років у п'єсі свого батька. На телеекрані вперше з'явилася у 1997 році у серіалі «Розгніваний чоловік» (фр. Un homme en colère). Першу англомовну роль виконала у мінісеріалі BBC «Змова проти корони» (англ. Gunpowder, Treason & Plot), зігравши Марію, королеву Шотландську. За цю роботу у 2005 році отримала золоту премію Міжнародного фестивалю аудіовізуальних програм (FIPA) як акторка серіалу. З того часу знялася у багатьох фільмах.
У 2005 році, в 22 роки, знялася у фільмі «Гаррі Поттер і келих вогню» у ролі 17-річної Флер Делякур, виконуючи роль англійською з сильним французьким акцентом. Роль принесла їй міжнародне визнання.
У 2007 році виконала роль Наташі Ростової у мінісеріалі франко-німецько-італійського виробництва «Війна та мир» режисера Роберта Дорнхельма. 
у 2008 році з'явилася у драматичній комедії режисера Мартіна МакДонаха «Залягти на дно в Брюгге» разом з Коліном Фарреллом, Бренданом Глісоном та Райфом Файнзом. Стала обличчям відомого бренду Chloé разом з американською акторкою Хлоєю Севіньї та моделлю Аньєю Рубік (фр. Anja Rubik), завдяки чому у 2014 стала обличчям аромату Love Story. 
Попри те, що Поезі визнають музою метра високої моди Карла Лагерфельда та креативного директора бренда Louis Vuitton Ніколя Геск'єра (фр. Nicolas Ghesquière), її улюблений бренд — набагато демократичніший шведський модний дім Acne.
У 2010 році повернулася на екрани у ролі Флер Делякур у фільмі «Гаррі Поттер і смертельні реліквії».
Наступного року з'явилася у чотирьох епізодах четвертого сезону американського серіалу «Пліткарка» у ролі Єви Копу, приятельки Чака Басса.
2013 рік відзначився зйомками в англо-французькому серіалі «Тунель», адаптації скандинавського детектива «Міст», де Клеманс втілювала інспекторку поліції Еліс Вассерман.

## Фільмографія
| Рік  | Оригінальна назва                             | Українська назва                              | Роль                 |
| ---- | --------------------------------------------- | --------------------------------------------- | -------------------- |
| 2001 | Petite Soeur                                  | Маленька сестра                               | Анна                 |
| 2002 | Olgas Sommer                                  | Літо Ольги                                    | Ольга                |
| 2005 | Harry Potter and the Goblet of Fire           | Гаррі Поттер і келих вогню                    | Флер Делякур         |
| 2006 | Le Grand Meaulnes                             | Великий Мольн                                 | Івонн де Гале        |
| 2007 | Sans moi                                      | Зі мною                                       | Ліз                  |
| 2007 | Masked Mobsters (Le Dernier gang)             | Бандити у масках                              | Жюлі                 |
| 2008 | Blanche                                       | Бланш                                         | Хлоя                 |
| 2008 | In Bruges                                     | Залягти на дно в Брюгге                       | Хлоя Вілльє          |
| 2008 | La troisième partie du monde                  | Третина світу                                 | Емма                 |
| 2009 | Heartless                                     | Безсердечний                                  | Тіа                  |
| 2010 | 127 Hours                                     | 127 годин                                     | Рана                 |
| 2010 | Pièce montée                                  | Весільний торт                                | Беранжері            |
| 2010 | Lullaby for Pi                                | Колискова для Пі                              | Пі                   |
| 2010 | Gossip Girl                                   | Пліткарка                                     | Єва Копу             |
| 2010 | Harry Potter and the Deathly Hallows – Part 1 | Гаррі Поттер і Смертельні реліквії: частина 1 | Флер Делякур         |
| 2011 | Harry Potter and the Deathly Hallows – Part 2 | Гаррі Поттер і Смертельні реліквії: частина 2 | Флер Делякур         |
| 2011 | Jeanne Captive (The Silence Of Joan)          | Мовчання Жанни                                | Жанна д'Арк          |
| 2012 | The Capsule                                   | Капсула                                       |                      |
| 2012 | Hopper Stories                                | Історії Гоппера                               |                      |
| 2013 | Mr. Morgan's Last Love                        | Останнє кохання містера Моргана               | Полін Лабі           |
| 2013 | Métamorphose                                  | Метаморфози                                   | діва/єдиноріг        |
| 2014 | GHB: To Be or Not to Be                       | Бути чи не бути                               | дівчина з Нью-Йорка  |
| 2015 | The Great Game                                | Велика гра                                    | Лора Гейдон          |
| 2015 | The Ones Below                                | Сусіди знизу                                  | Кейт                 |
| 2016 | Demain tout commence                          | 2+1                                           | Крістін, мати Глорії |
| 2016 | 7 Minutes                                     | 7 хвилин                                      | Хайра                |
| 2017 | Final Portrait                                | Останній портрет                              | Керолайн             |
| 2019 | Le Milieu de l'horizon                        | Крізь обрій                                   | Сесіль               |
| 2020 | Tenet                                         | Тенет                                         | Лола                 |
| 2020 | Resistance                                    | Опір                                          | Емма                 |
| 2022 | The Essex Serpent                             | Змій в Ессексі                                | Стелла Ренсом        |
| 2023 | The Walking Dead: Daryl Dixon                 | Ходячі мерці: Деріл Діксон                    | Ізабель, черниця     |

## Театр
- 2003 — Тартюф[10]
- 2012 — Сірано де Бержерак

## Нагороди
- Відзнака Шевальє ордена літератури та мистецтв (2015)[11]